# Боюн Віталій Петрович
Боюн Віталій Петрович (* 8 серпня 1941 р., Дніпродзержинськ, Дніпропетровська область) — науковець Інституту кібернетики імені В. М. Глушкова НАН України, дійсний член НАН України, лауреат премії ім. С. Лебедєва та Державної премії України в галузі науки і техніки, «Найкращий винахідник Києва», «Найкращий винахідник НАНУ», «Заслужений винахідник України», почесний професор Інституту автоматики Шандунської академії наук КНР, член експертної ради ВАКУ, двох спеціалізованих рад із захисту дисертацій, кількох наукових рад, редколегій та оргкомітетів міжнародних конференцій.
У 1959 р. закінчив із відзнакою Дніпродзержинський індустріальний технікум, а в 1965 р. — Дніпродзержинський вечірній металургійний інститут ім. М. І. Арсенічева. Впродовж 1959—1967 рр. працював у Центральній заводській лабораторії автоматизації та контрольно-вимірювальних приладів Дніпродзержинського металургійного заводу ім. Ф. Е. Дзержинського. Брав участь у перших в Європі дослідах з дистанційного управління повалкою бесемерівського конвертора на заданому вмісту вуглецю в сталі, що проводилися в Дніпродзержинську (дистанційне управління здійснювалося з Києва), а також у створенні системи управління повалкою конвертора на базі першої напівпровідникової керуючої ЕОМ «Днепр-1».
Протягом 1967—1970 рр. навчався в аспірантурі Інституту кібернетики АН УРСР і 1971 р. успішно захистив кандидатську дисертацію.
Із 1970 р. працює в Інституті кібернетики імені В. М. Глушкова НАН України, у 1991 р. захистив докторську дисертацію і з того часу працює завідувачем відділу інтелектуальних відеосистем реального часу.
В. П. Боюн розвинув скінченно-різницевий підхід із постійними та змінними кроками дискретизації по часу, параметру та простору, який виявився дуже плідним для багатьох галузей науки і техніки. Він створив основи динамічної теорії інформації, що дало змогу виділяти й використовувати корисну динамічну інформацію з випадкових стаціонарних та нестаціонарних сигналів, ітераційних процесів, зображень, просторових полів, значно зменшивши її надлишковість. На базі динамічної теорії інформації розроблені ефективні методи аналого-інкрементного перетворення й обробки сигналів, методи синтезу алгоритмів і структур, що покладені в основу створення елементної бази підвищеної інтелектуальності, яка оперує не лише значеннями сигналів, а й їх інформаційними ознаками. Під керівництвом В. П. Боюна розроблено та створено низку спеціалізованих пристроїв (динамічний АЦП, функціональні перетворювачі, цифрові фільтри, регулятори, аналізатори спектрів) і проблемно-орієнтованих процесорів (процесори реального часу, ЕОМ з комплексною арифметикою) для систем діагностики й управління.
Розроблені ефективні принципи організації обчислювального процесу та багатоканальної обробки інформації і нова елементна база покладені в основу створення унікальних систем контролю, діагностики та управління високодинамічними процесами та об'єктами, зокрема трьох систем управління параметрами та положенням плазми в термоядерних установках типу ТОКАМАК. Впроваджено понад 20 розробок процесорів, комплексів та систем.
Зараз В. П. Боюн продовжує плідно працювати над створенням інформаційних основ цифрового подання зображень та відеопослідовностей, принципів побудови інтелектуальних відеокамер та відеопроцесорних систем реального часу. Зокрема, було створено перші в Україні інтелектуальні відеокамери (ІВК) з програмованими параметрами зчитування інформації і попередньою обробкою зображень та низку відеосистем різного призначення (ідентифікації, контролю якості, розмірів, кольору продукції, динамічних параметрів фізичних, хімічних, біологічних об'єктів). У 2010 р. планується створення ІВК другого покоління з автоматичним виділенням елементів, аналогічних зоровому аналізатору нижнього рівня людини.
Спільно з науково-методичним центром ультразвукової медичної діагностики «Істина» створено цифровий оптичний капіляроскоп, який дає змогу неінвазивно досліджувати стан мікроциркуляторного русла системи кровообігу людини. На базі капіляроскопа та допплерографа було створено гемодинамічну лабораторію для діагностики та контролю всієї серцево-судинної системи людини.
Було також розроблено та запатентовано оригінальну систему електронного голосування з візуалізацією самого процесу, аудіосупроводом та паперовим підтвердженням результатів волевиявлення, яка при невисокій вартості забезпечує простоту процесу голосування, захист та контроль результатів, миттєвий підрахунок голосів без втручання членів
виборчої дільниці тощо.
Усі ці пристрої неодноразово демонструвалися на всесвітніх та міжнародних виставках з інформаційних технологій.
В. П. Боюн має понад 350 наукових праць, зокрема 8 монографій, понад 200 авторських свідоцтв та патентів на винаходи.
Лауреат 2012 року премії НАН України імені В. М. Глушкова за цикл робіт «Інтелектуальні системи та технології сприйняття і обробки інформації різної фізичної природи» (у співавторстві).